# برای تابوتی پر از دلار
برای تابوتی پر از دلار (ایتالیایی: Per una bara piena di dollari) که با نام بشکه‌ای پر از دلار (A Barrel Full of Dollars) هم شناخته می‌شود، یک وسترن اسپاگتی به کارگردانی دموفیلو فیدانی و نقش‌آفرینی جک بتس است که در سال ۱۹۷۱ منتشر شد.

## گزیدهٔ بازیگران
- جک بتس
- گوردون میچل
- آتیلیو دوتزیو
- کلاوس کینسکی
- جف کامرون
- رنتسو آربوره
- آمریگو کاستریگلا